# Elephantomyia delectata
Elephantomyia delectata är en tvåvingeart som först beskrevs av Walker 1864.  Elephantomyia delectata ingår i släktet Elephantomyia och familjen småharkrankar. Inga underarter finns listade i Catalogue of Life.